# Олійник Наталія Петрівна
Наталія Петрівна Олійник (9 липня 1981, Попасна) — українська паверліфтерка, срібна призерка XVI літніх Паралімпійських ігор. Майстер спорту України міжнародного класу.
Представляє Луганську область.

## Спортивні досягнення
- Срібний призер Чемпіонату Європи 2018 року
- Чемпіон Кубку світу 2018 року
- Чемпіонка, дворазова срібна та бронзова призерка Кубку Світу 2021 року.